# Euphyllia
Euphyllia is een geslacht van neteldieren uit de klasse van de Anthozoa (bloemdieren).

## Soorten
- Euphyllia ancora Veron & Pichon, 1980
- Euphyllia baliensis Turak, Devantier & Erdman, 2012
- Euphyllia cristata Chevalier, 1971
- Euphyllia divisa Veron & Pichon, 1980
- Euphyllia glabrescens (Chamisso & Eysenhardt, 1821)
- Euphyllia paraancora Veron, 1990
- Euphyllia paradivisa Veron, 1990
- Euphyllia paraglabrescens Veron, 1990
- Euphyllia yaeyamaensis (Shirai, 1980)